# Riu Kirjatx
El riu Kirjatx - Киржач (rus) - és un riu que passa per l'óblast de Vladímir (Rússia), i és un afluent del riu Kliazma. Té una llargària de 133 km amb una profunditat màxima de 4 m i una amplada de 70. L'àrea de la conca és de 1.820 km².
Està format per la unió dels rius Mali Kirjatx i Bolxoi Kirjatx, prop d'Ivàixevo, a 137 m d'altitud. A la vora del riu es troba la ciutat de Kirjatx. La direcció general del curs del riu és de nord a sud. Desemboca al Kliazma prop de la ciutat de Gorodisxe, a 10 km de Pokrov i a 116,5 m d'alçada. El pendent mitjà del riu és de 0,64 m/km. És un riu de plana, el corrent del qual és lent a causa del reduït desnivell del terreny. El seu curs superior, a partir de Kirjatx, es caracteritza per un llit arenós amb les ribes suaus a l'esquerra i altes a la dreta. Per sota la desembocadura del Molodin les ribes s'eixamplen i es creen nombrosos canals i distributaris.